# Prometáfase
A prometafase é a fase da mitose que se segue à prófase e que precede a metáfase, em células somáticas de eucariotas.
O envelope nuclear desagrega-se em fragmentos e desaparece. Os microtúbulos que emergem dos centrossomas nos pólos do aparelho mitótico atingem os cromossomas, agora condensados. Na região do centrómero, cada cromátide irmã possui uma estrutura proteica denominada cinetócoro. Alguns dos microtúbulos do aparelho ligam-se ao cinotocoro, arrastando os cromossomas. Outros microtúbulos do aparelho fazem contacto com os microtúbulos vindos do pólo oposto. As forças exercidas por motores proteicos associados a estes microtúbulos do aparelho movem o cromossoma até ao centro da célula.